# 제2회 아카데미상
제2회 아카데미상은 1930년 4월 3일에 열린 시상식이다. LA 앰베서더 호텔에서 개최되었으며 사회자는 윌리암 C. 드 밀이다.

## 후보 및 수상

### 작품상
- 브로드웨이 멜로디 - 로렌스 웨인가튼 수상
- 추억의 아리조나 - 윈필드 R. 쉬헌
- 알리바이 - Art Cinema
- 헐리우드 리뷰 오브 1929 - MGM
- 패트리어트 - Paramount

### 남우주연상
- 추억의 아리조나 - 워너 백스터 수상
- 알리바이 - 체스터 모리스
- 패트리어트 - 루이스 스톤
- 썬더볼트 - 조지 밴크로프트
- 발리언트 - 폴 무니

### 여우주연상
- 코퀘트 - 매리 픽포드 수상
- 바커 - 벳티 콤슨
- 브로드웨이 멜로디 - 베시 러브
- 정염의 미녀 - 코린느 그리피스
- 레터 - 잔느 이글스
- 마담 X - 러스 채터튼

### 감독상
- 정염의 미녀 - 프랭크 로이드 수상
- 브로드웨이 멜로디 - 해리 보몬트
- 위어리 리버 - 프랭크 로이드
- 추억의 아리조나 - 어빙 커밍스
- 마담 X - 라이오넬 베리모어
- 패트리어트 - 에른스트 루비치

### 각본상
- 패트리어트 - 한스 크라리 수상

### 촬영상
- 화이트 샤도우 인 더 사우스 씨 - 클라이드 드 빈나 수상

### 미술상
- 브릿지 오브 산 루이스 레이 - 세드릭 기븐스 수상